# Xã Fullerton, Quận Nance, Nebraska
Xã Fullerton (tiếng Anh: Fullerton Township) là một xã thuộc quận Nance, tiểu bang Nebraska, Hoa Kỳ. Năm 2010, dân số của xã này là 150 người.